# Đổng Xương
Đổng Xương (tiếng Trung: 董昌; bính âm: Dǒng Chāng) (? - 3 tháng 7 năm 896) là một quân phiệt vào cuối thời Đường. Ông khởi đầu sự nghiệp trong vai trò một thủ lĩnh dân quân địa phương tại Hàng châu và dần giành được quyền kiểm soát hầu hết khu vực tỉnh Chiết Giang hiện nay. Không hài lòng với các chức tước mà hoàng đế Đường ban cho, Đổng Xương xưng là hoàng đế vào năm 895, lập ra nước Đại Việt La Bình (大越羅平). Tiền Lưu vốn là chư hầu của ông, khi ông xưng đế thì người này quay sang chống lại và sát hại ông, đoạt lấy lãnh thổ của ông và cuối cùng lập ra nước Ngô Việt.

## Thân thế
Đổng Xương là người Lâm An thuộc Hàng châu. Trong cuộc nổi dậy của Vương Dĩnh vào các năm 876-877, Đổng Xương gia nhập vào thổ đoàn quân để phòng thủ chống lại các cuộc tiến công của Vương Dĩnh. Sau khi cuộc nổi dậy của Vương Dĩnh bị dập tắt, Đổng Xương do có công lao nên được cất nhắc làm Thạch Kính trấn tướng.
Năm 878, khi thủ lĩnh khởi nghĩa nông dân Tào Sư Hùng (曹師雄) cướp phá cả Trấn Hải- bao gồm Hàng châu, và Chiết Đông, chính quyền Hàng châu mộ một nghìn binh mỗi huyện để chống lại. Đổng Xương và bảy người khác trở thành đô tướng, quân của họ có hiệu là "Hàng châu bát đô", trong đó Đổng Xương là trưởng. Trong số những người phụng sự dưới quyền Đổng Xương có Tiền Lưu, người này được bổ nhiệm làm Thạch Kính đô tri binh mã sứ.

## Đoạt Hàng châu
Năm 881, sau khi quân nổi dậy Hoàng Sào chiếm kinh thành Trường An, buộc Đường Hy Tông phải chạy đến Thành Đô. Hoài Nam tiết độ sứ Cao Biền tập hợp quân đội tại các vùng lân cận và tuyên bố mình sẽ tiến quân tái chiếm Trường An. Cao Biền triệu tập Đổng Xương đến trị sở Quảng Lăng của Hoài Nam. Tuy nhiên, Tiền Lưu nhận thấy Cao Biền thực ra không có ý muốn tiến công Hoàng Sào, do vậy thuyết phục Đổng Xương trở về Hàng châu để phòng thủ quê nhà. Đổng Xương nghe theo, Cao Biền cho phép ông về. Trong khi đó, triều đình bổ nhiệm Lộ Thẩm Trung (路審中) làm thứ sử mới của Hàng châu. Tuy nhiên, trước khi Lộ Thẩm Trung đến nơi nhậm chức, Đổng Xương từ Thạch Kính đem binh tiến vào Hàng châu, Lộ Thẩm Trung lo sợ nên quay về. Đổng Xương tự xưng là Hàng châu đô áp nha, quản lý châu sự, sai tướng lại đề nghị Trấn Hải tiết độ sứ Chu Bảo (周寶) chính thức bổ nhiệm. Chu Bảo cho rằng mình không thể chế ngự được Đổng Xương, do vậy cho Đổng Xương làm Hàng châu thứ sử.
Tháng 8 ÂL năm Nhâm Dần (882), Chiết Đông quan sát sứ Lưu Hán Hoành do muốn đoạt lấy Trấn Hải nên sai em là Lưu Hán Hựu (劉漢宥) và Mã bộ quân đô ngu hậu Tân Ước (辛約) đem hai vạn quân đến lập doanh trại ở Tây Lăng nhằm tiến công Hàng châu. Đổng Xương sai Đô tri binh mã sứ Tiền Lưu kháng cự, quân Chiết Đông bị tập kích và chạy trốn. Tiền Lưu tiếp tục đánh bại quân Chiết Đông vào 10 ÂL cùng năm, tháng 3 ÂL năm Quý Mão (883), và đến tháng 10 ÂL, Tiền Lưu lại đánh bại đội quân Chiết Đông được cho là có 10 vạn quân, giết Tân Ước và em của Lưu Hán Hoành là Lưu Hán Dung (劉漢容).

## Đoạt Nghĩa Thắng
Năm 886, Đổng Xương và Tiền Lưu thảo luận về hành động tiếp theo đối với Chiết Đông — nay đổi tên thành Nghĩa Thắng (義勝), ông nói với Tiền Lưu "Nếu ngươi lấy được Việt châu [(越州, trị sở của Nghĩa Thắng)], ta sẽ trao Hàng châu cho ngươi." Tiền Lưu chấp thuật, đáp lại: "Đúng vậy, nếu không lấy thì rốt cuộc sẽ là hậu hoạn." Tiền Lưu do đó đem quân Hàng châu tiến công Lưu Hán Hoành, liên tiếp giành chiến thắng. Đến đông năm 886, Tiền Lưu chiếm được Việt châu, Lưu Hán Hoàng bị thuộc hạ là Thai châu thứ sử Đỗ Hùng (杜雄) bắt giữ. Đổng Xương cho xử tử Lưu Hán Hoành, chuyển quân phủ đến Việt châu, tự xưng quản lý quân phủ sự của Chiết Đông, cho Tiền Lưu quản lý châu sự của Hàng châu. Ngày Tân Tị (7) tháng 1 năm Đinh Mùi (3 tháng 2 năm 887), Đường Hy Tông bổ nhiệm Đổng Xương là Chiết Đông quan sát sứ, bổ nhiệm Tiền Lưu là Hàng châu thứ sử. Sau đó, Đổng Xương được thăng làm Nghĩa Thắng quân tiết độ sứ, sau đó quân đổi tên thành Uy Thắng (威勝).
Vào lúc đầu, Đổng Xương cai trị liêm khiết và công bằng, người dân rất yên ổn. Ông cũng chấm dứt thuế muối nặng nề. Hơn nữa, Đổng Xương còn được cho là trung thành với triều đình do đương thời, trong khi các quân phiệt khác không cống cho triều đình thì chỉ có Đổng Xương thường xuyên hiến thuế — mỗi tuần (10 ngày) một lần, triều đình dựa vào tài sản ông đưa đến mới có thể tiếp tục hoạt động. Do đó, Đổng Xương được trao chức kiểm hiệu thái úy, đồng trung thư môn hạ bình chương sự, phong tước Lũng Tây quận vương. Tuy nhiên, sau đó ông lại cai trị nghiêm ngặt tàn ác, tùy ý đánh đập người dân, thậm chí đồ sát cả gia tộc vì các tội tương đối nhỏ, dọa giết để đoạt tài sản của người dân. Theo như ghi chép thì khi phân xử, ông lại bắt người kiện cáo đánh bạc; bên thắng sẽ thắng kiện, còn bên thua thì bị giết. Ông cũng cho xây dựng một đền thờ chính mình, tức sinh từ, ở Việt châu, chế độ đều giống như Vũ miếu — mệnh dân gian không đến thờ cúng tại Vũ miếu mà chỉ được đến sinh từ.
Năm 893
Gia đình của Phúc Kiến quan sát sứ Trần Nham (陳巖) có quan hệ hôn nhân với gia đình của Đổng Xương. Sau khi người này qua đời năm 891, muội phu là Phạm Huy (范暉) và thuộc hạ của Trần Nham là Tuyền châu thứ sử Vương Triều tranh đoạt quyền kiểm soát Phúc Kiến, Vương Triều bao vây thủ phủ Phúc châu. Phạm Huy cầu viện Đổng Xương, Đổng Xương phái năm nghìn quân đến cứu. Tuy nhiên, Vương Triều chiếm được thành trước khi quân Uy Thắng đến, Phạm Huy chết trận; Đổng Xương sau đó cho rút quân về.
Năm 894, Đổng Xương dâng biểu cầu Đường Chiêu Tông phong cho tước Việt vương. Dù triều đình chưa chấp thuận ngay, Đổng Xương cảm thấy không vui. Có kẻ nịnh bợ khuyên ông xưng là Việt Đế. Ngày Tân Mão (3) tháng 2 năm Ất Mão (3 tháng 3 năm 895), ông lên ngôi hoàng đế; trước đó ông đã giết bất cứ quan lại nào phản đối việc này. Đổng Xương đặt quốc hiệu là "Đại Việt La Bình Quốc", cải niên hiệu là Thuận Thiên năm đầu, lệnh quần hạ gọi mình là "thánh nhân".

## Chiến bại bị giết
Đổng Xương chuyển thư cho Tiền Lưu thông báo việc trở thành hoàng đế, bổ nhiệm Tiền Lưu làm Lưỡng Chiết đô chỉ huy sứ, tức cai quản quân sự của Trấn Hải và Nghĩa Thắng nằm đối diện nhau qua sông Tiền Đường. Tiền Lưu không đồng thuận với quyết định xưng đế của Đổng Xương, viết thư hồi đáp: "Với việc bế môn xưng là Thiên tử, ngài đã đưa cửu tộc và bách tính rơi vào cảnh lầm than, sao không khai môn xưng là tiết độ sứ, hưởng phú quý đến cuối đời! Nay sửa lỗi vẫn có thể còn kịp." Đổng Xương khước từ lời khuyên can của Tiền Lưu, vì thế Tiền Lưu cùng 3 vạn lính tiến về Việt châu, đến dưới chân thành, mục đích là để buộc Đổng Xương phải ăn năn. Đổng Xương lo sợ nên đành khao quân Tiền Lưu, đưa người thủ mưu là Ngô Dao cùng vài vu hích từng khuyên ông ta xưng đế đến chỗ Tiền Lưu, hứa sẽ thỉnh tội với Đường Chiêu Tông. Sau đó Tiền Lưu triệt thoái và báo lại sự việc với triều đình.
Tuy nhiên, Đường Chiêu Tông lại cho rằng Đổng Xương có đại công trong nhiều năm, và xem hành động đó chỉ là do ảnh hưởng của bệnh tâm thần. Đường Chiêu Tông do đó xá tội cho Đổng Xương song buộc Đổng Xương phải nghỉ hưu. Tuy nhiên, Tiền Lưu hy vọng rằng triều đình Đường sẽ phát động một chiến dịch chống Đổng Xương để mình có thể dẫn quân đánh Đổng Xương mà không mang tiếng là vô ơn, vì thế Tiền Lưu dâng biểu buộc tội Đổng Xương, viết rằng Đổng Xương phạm tội tiếm nghịch không thể dung thứ. Trong khi đó, người cai quản Hoài Nam là Dương Hành Mật không muốn thấy viễn cảnh Tiền Lưu đoạt lấy Uy Thắng nên sai người để chỗ Tiền Lưu nói rằng Đổng Xương biết hối lỗi và cần được tha thứ, song Tiền Lưu không thay đổi ý định.
Tháng 5 ÂL, Đường Chiêu Tông ra chiếu tước quan tước của Đổng Xương, ủy quyền cho Tiền Lưu thảo phạt. Đến ngày Canh Dần (4) tháng 6 (30 tháng 6), Đường Chiêu Tông bổ nhiệm Tiền Lưu làm Chiết Đông chiêu thảo sứ, Tiền Lưu lại phát binh đánh Đổng Xương. Đổng Xương cầu cứu Dương Hành Mật. Dương Hành Mật phái thuộc hạ tiến công lãnh thổ của Tiền Lưu. Tuy nhiên, Tiền Lưu vẫn có thể tiếp tục tiến công Uy Thắng. Tháng 2 ÂL năm Bính Thìn (896), Đường Chiêu Tông nghe theo thỉnh cầu của Dương Hành Mật mà xá tội cho Đổng Xương, phục quan tước cho ông, song Tiền Lưu vẫn tiếp tục tiến công.
Quân của Tiền Lưu liên tục đánh bại quân của Đổng Xương, Đổng Xương còn tự gây bất lợi cho mình khi sát hại bất cứ ai dám thông tin chính xác về sức mạnh quân sự của Tiền Lưu. Vào mùa hè năm 896, Đô chỉ huy sứ Cố Toàn Vũ (顧全武) của Tiền Lưu đem quân tiến đến Việt châu, tháng 5 ÂL, Đổng Xương xuất chiến nhưng bại và buộc phải thủ thành. Đến lúc này Đổng Xương mới trở nên lo sợ, ông bỏ đế hiệu, xưng là tiết độ sứ, song vẫn tiếp tục bị bao vây.
Ngày Ất Mùi (15) cùng tháng (29 tháng 6), ngoại quách thất thủ, Đổng Xương triệt thoái vào nha thành tiếp tục phòng thủ. Ngày Mậu Tuất (18) cùng tháng (2 tháng 7), Tiền Lưu phái một tướng cũ của Đổng Xương là Lạc Đoàn (駱團) đến chỗ Đổng Xương, nói rằng có chiếu cho Đổng Xương trí sĩ ở Lâm An, Đổng Xương do đó chấp thuận đầu hàng. Ngày Kỉ Hợi hôm sau, Cố Toàn Vũ đưa Đổng Xương đến Hàng châu, song trên đường lại sát hại Đổng Xương cùng gia quyến, cũng như hàng trăm người nhà và thuộc hạ của ông. Tiền Lưu đưa thủ cấp của Đổng Xương đến kinh sư Trường An và đoạt lấy lãnh thổ của Đổng Xương.